# BBC 브렉퍼스트
《BBC 브렉퍼스트》(스페인어: BBC Breakfast)는 영국의 아침 정보 프로그램이다. 원래의 1983년 첫 방송되어 《브렉퍼스트 타임》(Breakfast Time)이라는 교양 프로그램이었으나, 1987년에 뉴스 프로그램을 변모하여, 1989년부터《브렉퍼스트 뉴스》(Breakfast News)의 바뀌었다가, 2000년부터 프로그램 타이틀이 바뀌었다.

## 같이 보기
- 아침 정보 프로그램